# تسع ياردات كاملة (فلم)
فيلم تسع ياردات كاملة (بالإنجليزية: The Whole Nine Yards) هو فيلم جريمة كوميدي أمريكي 2000 من إخراج جوناثان لين وبطولة بروس ويليس، ماثيو بيري، أماندا بيت، مايكل كلارك دنكان وناتاشا هينستريدج. ويستمد العنوان من تعبير شعبي أمريكي يعني «كل شئ». تنقلب حياة طبيب أسنان مكافح رأسًا على عقب عندما ينتقل رجل عصابات مشهور إلى المنزل المجاور، وتقنعه زوجته بإبلاغ زعيم عصابة سيئ السمعة عن مكان وجود رجل العصابات. تم إصدار جزء ثاني يحمل اسم عشرة ياردات كاملة، في عام 2004.

## الممثلين
- بروس ويليس في دور جيمس ستيفان «جيمي توليب» توديسكي
- ماثيو بيري في دور الدكتور نيكولاس «أوز» أوسيرانسكي
- روزانا أركيت في دور صوفي أوسيرانسكي
- مايكل كلارك دنكان في دور فرانكلين «فرانكي التين» فيغيروا
- ناتاشا هينستريدج في دور سينثيا توديسكي
- أماندا بيت في دور جيل سانت كلير
- كيفين بولك في دور جاني بيتور غوغولاك
- هارلاند وليامز في دور كيل ستيف هانسون خاص

## روابط خارجية
- مقالات تستعمل روابط فنية بلا صلة مع ويكي بيانات